# Dimitri Champion
Dimitri Champion (La Rochelle, Francia, 6 de septiembre de 1983) es un ciclista francés.

## Trayectoria
Fue campeón de Francia aficionado contrarreloj en 2006, antes de incorporarse a las filas de profesionales Bouygues Telecom equipo de Jean-René Bernaudeau.
Desde 2010 formó parte del equipo Ag2r La Mondiale hasta 2012 en que fichó por el Bretagne-Schuller.

## Palmarés
2005
- 1 etapa del Tour de Alsacia

2006
- 1 etapa del Tour de Guadalupe

2007
- 2.º en el Campeonato de Francia Contrarreloj

2009
- Circuito de las Ardenas
- Tour de Finisterre[1]
- Campeonato de Francia en Ruta

## Resultados en Grandes Vueltas y Campeonatos del Mundo
| Carrera              | Carrera              | 2007 | 2008  | 2009 | 2010  | 2011 | 2012 |
| -------------------- | -------------------- | ---- | ----- | ---- | ----- | ---- | ---- |
|                      | Giro de Italia       | —    | —     | —    | —     | —    | —    |
|                      | Tour de Francia      | —    | —     | —    | 160.º | —    | —    |
|                      | Vuelta a España      | Ab.  | 106.º | —    | —     | 95.º | —    |
| Mundial en Ruta      | Mundial en Ruta      | —    | —     | 95.º | —     | —    | —    |
| Mundial Contrarreloj | Mundial Contrarreloj | 28.º | —     | —    | —     | 42.º | —    |

—: no participa

Ab.: abandono

## Equipos
- Bouygues Telecom (2007-2008)
- Bretagne-Schuller (2009)
- Ag2r La Mondiale (2010-2011)
- Bretagne-Schuller[2] (2012)